# Perdifumo
Perdifumo község (comune) Olaszország Campania régiójában, Salerno megyében.

## Fekvése
A megye nyugati részén fekszik. Határai: Castellabate, Laureana Cilento, Lustra, Montecorice, Serramezzana és Sessa Cilento.

## Története
Első említése a 11. századból származik. A következő századokban nemesi birtok volt. A 19. században nyerte el önállóságát, amikor a Nápolyi Királyságban felszámolták a feudalizmust.

## Népessége
A népesség számának alakulása:

## Főbb látnivalói
- San Sisto-templom
- San Nazario a Camella-templom
- Castello Vargas